# Bruchia sinensis
Bruchia sinensis är en bladmossart som beskrevs av Chen Pan-chieh, Cao Tong och Gao Chien 1988. Bruchia sinensis ingår i släktet Bruchia och familjen Bruchiaceae. Inga underarter finns listade i Catalogue of Life.